# 榊原正幸
榊原 正幸（さかきばら まさゆき、1961年6月 - ）は、マネー評論家。元東北大学教授・青山学院大学教授。愛知県生まれ。

## 経歴
- 1961年 - 愛知県名古屋市に生まれる[1]。
- 1984年 - 名古屋大学経済学部卒[1][3]。その後、名古屋大学大学院へと進む[2][3]。
- 1990年 - 名古屋大学経済学部助手となり[2][3]、研究者としてのスタートを切る。
- 1993年 - 日本学術振興会の特別研究員として渡英。英国レディング大学大学院に入学[2]。
- 1996年 - 浜松短期大学講師に就任[3]。
- 1997年 - 浜松短期大学を退任し[3]、東北大学経済学部助教授となる[2][3]。
- 2000年 - 日税研究賞を受賞[2][3]。
- 2001年 - フランス・国立レンヌ第一大学の経営大学院にて客員教授として教鞭を取る[3]。また税理士資格および英国レディング大学大学院博士号を取得[2][3]。
- 2003年 - 東北大学大学院経済学研究科教授となる[2][3]。
- 2004年 - 青山学院大学大学院国際マネジメント研究科に教授として移籍する[2][3]。
- 2021年 - 青山学院大学退任[2]。

## 著書
- 『博士号への道 海外で学位をとるために』同文館出版、2003年。ISBN 4-495-86531-5
- 『簿記中級』税務経理協会、2003年。ISBN 4-419-04118-8
- 『株式投資「必勝ゼミ」』PHP研究所、2005年[4] - 2009年[5]。
- 『損せず得とる！株の心得』PHP研究所、2006年。ISBN 4-569-65645-5
- 『サカキ式超バリュー投資入門』パンローリング、2006年。ISBN 4-7759-6111-X
- 『株式投資「必勝ゼミ」第2講　進化する頭脳』PHP研究所、2006年。ISBN 4-569-64835-5
- 『「株のカリスマ」プロフェッサー・サカキのお金をふやす頭脳トレーニング』講談社、2007年。ISBN 4-06-282051-X
- 『株価予測黄金の方程式』PHP研究所、2007年。ISBN 978-4-569-69223-4
- 『新・サカキ式「大化け割安株」投資実習』ダイヤモンド社、2008年。ISBN 978-4-478-00455-5
- 『新・株式投資「必勝」ゼミ 現役大学教授Prof.サカキが教える 大化け割安株発掘編』ダイヤモンド社、2008年。ISBN 978-4-478-00669-6
- 『一番売れてる株の雑誌ダイヤモンドザイが作った「株」入門 大学教授が考えた本気で「株」で1億円』ダイヤモンド社、2010年。ISBN 978-4-478-01223-9
- 『いちばん安心できる「お金の授業」』PHP研究所、2011年。ISBN 978-4-569-79877-6
- 『現役大学教授が本気で書いた「株式投資の教科書」』PHP研究所、2012年。ISBN 978-4-569-80643-3
- 『現役会計学教授が書いた「科学的」株式投資の教科書』PHP研究所、2013年。ISBN 978-4-569-81266-3
- 『株は決算発表の直後に買いなさい!』PHP研究所、2015年。ISBN 978-4-569-82707-0
- 『大学教授が科学的に考えたお金持ちになるための本』PHP研究所、2015年。ISBN 978-4-569-82603-5
- 『老後資金、55歳までに準備を始めれば間に合います』PHP研究所、2017年。ISBN 978-4-569-83251-7
- 『現役大学教授が実践している堅実で科学的な株式投資法』PHP研究所、2018年。ISBN 978-4-569-83788-8
- 『会計の得する知識と株式投資の必勝法』税務経理協会、2019年。ISBN 978-4-419-06591-1
- 『現役大学教授が教える「お金の増やし方」の教科書』PHP研究所、2020年。ISBN 978-4-569-84778-8
- 『60歳までに「お金の自由」を手に入れる!』PHP研究所、2022年。ISBN 978-4-569-85194-5

### 共著
- 『工業簿記入門』（瀧博との共著）税務経理協会、2001年。ISBN 4-419-03888-8
- 『簿記入門 第5版』（可児島俊雄との共著）税務経理協会、1995年 - 2008年[6][7][8][9][10]。

### 監修
- 『将来お金で苦労しない7つの方法』河出書房新社、2020年。ISBN 978-4-309-61801-2